# Severino Menardi
Severino Menardi (Cortina d'Ampezzo, 9 settembre 1910 – Cortina d'Ampezzo, 13 gennaio 1978) è stato uno sciatore italiano attivo sia nello sci alpino sia nello sci nordico, in tutte le specialità previste all'epoca della sua attività agonistica.

## Biografia
Atleta ampezzano attivo negli anni trenta e militante nel gruppo sportivo Fiamme Gialle, il primo gruppo sportivo militare italiano, Menardi in campo internazionale gareggiò prevalentemente nello sci nordico, partecipando a due edizioni dei Giochi olimpici invernali, Lake Placid 1932 (21° nella combinata nordica, 27° nel salto con gli sci, 34° nella 18 km di sci fondo) e Garmisch-Partenkirchen 1936 (20° nella combinata nordica, 16° nella 18 km e 4° nella staffetta di sci fondo) e a una dei Campionati mondiali, Innsbruck 1933 (5° nella staffetta).
In campo nazionale gareggiò anche nello sci alpino, vincendo cinque titoli italiani tra il 1931 e il 1935; anche nello sci nordico conquistò cinque titoli italiani, tra il 1933 e il 1938.
Morì nella natia Cortina d'Ampezzo.

## Palmarès

### Combinata nordica

#### Campionati italiani
- 4 medaglie:
  - 4 ori (individuale[2][3] nel 1933; individuale[3] nel 1934; individuale[3] nel 1936; individuale[3] nel 1938)

### Sci alpino

#### Campionati italiani
- 7 medaglie[4]:
  - 5 ori (discesa libera, slalom speciale, combinata nel 1931; combinata nel 1934; discesa libera nel 1935)
  - 2 argenti (discesa libera, slalom speciale nel 1934)

### Sci di fondo

#### Campionati italiani
- 3 medaglie:
  -  1 oro (18 km nel 1938)
  -  1 argento (18 km di fondo nel 1933)
  -  1 bronzo 18 km di fondo nel 1935)[senza fonte]